# Torrita Tiberina
Torrita Tiberina település Olaszországban, Lazio régióban, Róma megyében. Lakosainak száma 1085 fő (2023. január 1.). Torrita Tiberina Montopoli di Sabina, Nazzano, Poggio Mirteto és Filacciano községekkel határos.

## Népesség
A település lakossága az elmúlt években az alábbi módon változott:
| Lakosok száma | 1077 | 1056 | 1085 |
|               | 2017 | 2018 | 2023 |